# Jughead Jones
Forsythe Pendleton "Jughead" Jones III  é um dos principais personagens que aparecem nos quadrinhos americanos publicados pela Archie Comics. O personagem foi criado por Bob Montana e John L. Goldwater, e apareceu pela primeira vez na Pep Comics nº 22 (cover date, dezembro de 1941). Ele é o filho de John Jones II; em uma das primeiras Historias de Archie, ele mesmo é identificado como John Jugworth Jones III (e em uma tira, provavelmente devido a erro de continuidade, como Forsythe Van Jones). Ele tem um cão pastor branco chamado Hot Dog e uma irmã mais nova, Forsythia "Jellybean" Jones.
Jughead (às vezes abreviado para Jug ou Juggie) é o melhor amigo de Archie Andrews. Jughead é um estudante inteligente, de língua afiada, descontraído, fácil de lidar e excêntrico. Ele é obcecado por comer comida e em algumas histórias é assexual. A maioria vê ele como sendo preguiçoso. Ele pode ser identificado por seu nariz comprido, olhos semicerrados, suéter em "S" e gorro com botões tipo coroa, chamado boné de whoopee. É interpretado por Cole Sprouse na série de televisão Riverdale, da emissora americana The CW.

## Conceito e criação
Bob Montana afirmou que Jughead era um personagem que ele imaginava, ao contrário de outros personagens da série que eram baseados em pessoas que ele conhecia. A viúva de Montana, Peg Bertholet, afirmou que o amigo de escola de Montana chamado Skinny Linehan supostamente tinha algumas das características peculiares de Jughead. Bertholet afirmou que a insígnia "S" se refere a um local chamado Skunk Hill em Haverhill, Massachusetts, que Montana transformou em Squirrel Hill. O "S" alude a uma combinação da localização e da equipe de esportes da escola primária de Montana, perto de Haverhill, chamada de Tigres. Bertholet afirmou que "S" significa "'Squirrel Hill Independent Tigers".

## História e personagem
Jughead geralmente tem um senso de humor característico, irônico e sarcástico. Ele é considerado um tanto esquisito, mas prefere seu inconformismo em vez de seguir os estilos dos outros. Suas muitas peculiaridades fazem dele o alvo de provocações e abuso de Reggie, Veronica e até mesmo de outros colegas e professores. Muitos episódios envolvem Reggie e Jughead tentando superar um ao outro com brincadeiras e apostas, e Jughead quase sempre sai vencedor. É revelado que ele é extremamente inteligente e criativo quando necessário e muitas vezes aproveita as fraquezas de Reggie e de seus outros algozes (e se diverte o tempo todo).
Nos gibis anteriores, uma piada em execução envolvia vários personagens tentando descobrir o nome verdadeiro de Jughead, enquanto Jughead frustrava seus esforços. Em uma história, Archie Andrews e Reggie Mantle vão ao escritório da escola, onde uma mulher diz a eles que o verdadeiro primeiro nome de Jughead é Steve. Depois que Archie e Reggie saem do escritório, a platéia fica sabendo que a mulher é, na verdade, a tia de Jughead que acaba de mentir como um favor a Jughead para ajudar a esconder seu verdadeiro primeiro nome (Forsythe). Em outra história (edição nº 1 de "The Jughead Jones Comics Digest", junho de 1977), descobre que ele recebeu o nome de seu ancestral que é um herói americano. Por um breve período, Jughead começou a usar seu nome em homenagem ao seu ancestral. Depois de saber que esse ancestral foi casado nove vezes, Jughead voltou ao apelido. Na série Little Archie, seu nome real é revelado pela Srta. Grundy no início da aula. Ele também acredita que seu nome atrai meninas como em uma faixa, seu nome foi mencionado e isso fez as garotas enlouquecerem por ele.
Outro mistério que segue o personagem de Jughead é o significado do "S" em seu moletom. Isso permanece um mistério até hoje, embora muitas histórias tenham sugerido um significado. Em Jughead nº 30 (1992), quando sua psiquiatra Sara perguntou a ele "por que um 'S'?" ele respondeu "Eu não sei! Meu primo em terceiro grau foi chamado de magro..." A faixa triangular na capa da edição 140 da Archie & Friends mostra que o "S" representa Silby, como na Silby High School, que ele frequentou por um tempo em alguns meses como calouro.

### Obsessão alimentar
Jughead é conhecido por seu gosto por comida, especialmente hambúrgueres, e sua capacidade de consumir quantidades absurdamente grandes em uma única sessão sem ficar doente ou ganhar peso, embora muitas vezes ele ostenta uma barriga imediatamente após uma refeição particularmente grande. Jughead é um cliente preferencial da maioria dos estabelecimentos alimentícios de Riverdale, especialmente o Chock'lit Shoppe do Pop Tate, exceto quando ele está atrasado em pagar sua conta normalmente longa.

### Chapéu de Jughead
Jughead é quase sempre visto usando seu gorro de marca registrada com um alfinete redondo e quadrado. Esse tipo de boné em forma de coroa, chamado capuz whoopee, era popular entre os meninos nas décadas de 1930 e 1940. Era feito de chapéu de feltro de homem com a aba aparada em zigue-zague e virada para cima. Tampas de garrafa podem ser 'fixadas' no lugar usando o forro de cortiça removível da tampa. Nas décadas de 1920 e 1930, calouros da faculdade às vezes eram obrigados a usá-los para propósitos de iniciação, e esses bonés eram frequentemente usados por mecânicos.

### Família e amigos
O melhor amigo de Jughead é Archie Andrews , apesar de sua diferença de personalidade. Archie foi a primeira pessoa que Jughead conheceu ao se mudar para Riverdale,  é frequentemente arrastado para os esquemas e travessuras de Archie. Jughead é geralmente o primeiro a tirar o Archie de problemas (apesar de algumas vezes ele só piorar as coisas). Jughead, extremamente leal, está disposto a fazer quase qualquer coisa para ajudar seu amigo, algo que Archie ocasionalmente aceita como certo.
Reggie é outro dos amigos íntimos de Jughead, embora o relacionamento dele e de Jughead seja definido por sua constante competição. Reggie nunca perde uma oportunidade para insultar Jughead ("nariz agulha" sendo seu apelido favorito) e Jughead frequentemente responde com truques para agravar Reggie. Embora muitas vezes pareça que eles se odeiam, e nenhum deles admitirá o contrário, eles realmente se importam um com o outro. Jughead confortaram o Reggie  quando estiver com sentimentos feridos pelo  Moose Mason  .
Enquanto Jughead geralmente não está interessado em garotas, ele tem uma queda por Betty Cooper . Betty é uma ótima cozinheira, que é uma das razões pelas quais ele adora sair com ela, e os dois são geralmente abertos um ao outro sobre seus sentimentos. Jughead também oferece um ombro para chorar sempre que Betty tiver problemas com Archie ou Veronica. Uma das poucas coisas que Jughead não gosta em Archie é como ele trai a  Betty com Veronica ou outra garota. Muitas pessoas interpretam seu relacionamento como um romance em potencial e que praticamente foi desenvolvida na serie de Riverdale . Eles as vezes  se apaixonar uns pelos outros em muitos quadrinhos e no show Archie.
Jughead e Veronica Lodge estão constantemente discutindo. Verônica não suporta suas atitudes descontraídas, e Jughead gosta de provocá-la e fazê-la perder a paciência com respostas inteligentes. Embora às vezes ele goste de fazê-la ficar com raiva, porque às vezes ele a vê como um esnobe egoísta e indiferente. Ele disse uma vez a Veronica que estava "louco de paixão" por ela, e começou a aparecer onde quer que ela fosse, para tirá-la das costas depois de criticá-lo publicamente. Eles já foram juntos em uma peça da escola, o que exigia que eles se beijassem. Devido ao modo como Jughead a beijou, ela foi pega no momento e se apaixonou por ele por um tempo. No entanto, Jughead conseguiu superar sua paixão, com a ajuda de um sanduíche de alho e cebola. 
Os outros amigos de Jughead incluem Dilton Doiley e Moose Mason . Além de Dilton, provavelmente Jughead se dá bem com Moose melhor do que os outros meninos por causa de sua atitude não-confrontacional (e sua falta de interesse na namorada de Moose, Midge ). Os modos nerds de Jughead e a falta de interesse em esportes e garotas provavelmente explicam como ele se dá bem com Dilton.
A família de Jughead inclui seu pai, também chamado Forsythe (que geralmente passa por Fred), sua mãe Gladys e, mais tarde, sua irmã mais nova, Jellybean. Ele também tem muitos parentes excêntricos, incluindo o tio Herman, ou "Doc Jones", um inventor tolo e ligeiramente pomposo cujas criações geralmente causam estragos em Jughead e / ou em seus amigos e em seu mais novo primo, Souphead. Outros parentes de uma só vez aparecem com frequência. Jughead também conta muitas histórias de seus ancestrais, que provam ser tão interessantes quanto ele. Um episódio de desenhos animados de "Archie" dos anos 1970 apresentava os avós paternos de Jughead - ambos se assemelham a Jughead.
No universo "Mad Magazine", o doppelgänger de Jughead é apelidado de Bottleneck. Gargalo usa um gorro que se assemelha a um gargalo quebrado. Seu melhor amigo (e companheiro delinquente juvenil) é Starchie.
Jughead é misterioso e ao mesmo tempo sensível, demostra preocupação com sua família e as pessoas que ele verdadeiramente se importa

## Sexualidade
Jughead é conhecido por seu desinteresse em relacionamentos românticos com garotas, deixando-o distante de Archie e Reggie. A filosofia de Jughead sobre relacionamentos românticos, obtida a partir da observação dos envolvimentos românticos de Archie, é que o namoro complica a vida de um cara e o priva de dinheiro que poderia ser usado para comprar hambúrgueres. Isso muitas vezes atrai meninas ao invés de repeli-las. Seu mais ardente admirador é Ethel Muggs, uma garota desajeitada, mas muito amigável, que persegue Jughead em todas as oportunidades, apesar das constantes e contundentes recusas de Jughead. Linhas de história recentes mostraram uma diminuição em sua obsessão por ele, e até mesmo mostram-na saindo com outros caras, surpreendentemente deixando Jughead com ciúmes. Jughead secretamente gosta da atenção, embora ele afirme que só aceita a companhia de Ethel se ela cozinhar para ele. Ele mostrou interesse romântico por ela em raras ocasiões, e eventualmente se apaixonou por ela na série Life With Archie: The Married Life, onde as histórias de "Archie Marries Veronica" terminaram com o casamento de Jughead e Ethel. Em quadrinhos posteriores Ethel supera sua paixão por jughead e Cria um relacionamento com Dilton.
Em 2016, a orientação de Jughead foi confirmada como assexual nas histórias de Chip Zdarsky (e mais tarde Ryan North e Mark Waid) para os quadrinhos Jughead como parte da linha New Riverdale. Zdarsky disse que correu no livro que "o próximo escritor poderia fazê-lo descobrir sobre garotas ou garotos, ou ambos, e está tudo bem. Houve iterações de Jughead ao longo das décadas em que ele se interessou por garotas, então há espaço para brincar se alguém estava inclinado.Por mim, eu gosto de um Jughead assexual".

## Interesses musicais
Jughead foi o baterista do The Archies. Em uma história de quatro partes, que incluiu muitos flashbacks da vida de Jughead, Archie comentou que a razão pela qual ele escolheu a posição do baterista era que ele era muito introvertido para tocar na frente do palco. Outra razão era que ele poderia colocar comida na bateria para comer enquanto ele tocava.
Ele também professou um amor pela música jazz, uma vez detalhado em uma edição da Jughead Magazine, onde ele desenvolve uma obsessão por um obscuro baterista de jazz chamado "Crazy" Willie Jim. Depois de colecionar seus registros, Jughead finalmente conheceu Jim, que agora estava muito velho, doente e recluso, brincando na esquina de uma rua. Jughead convenceu Jim de que ele era confiável e eles se tornaram amigos rapidamente. Jim até tocou com o The Archies em um de seus shows. Jim morreu logo depois, então Jughead sentou-se com os amigos de Jim na esquina para tocar uma última e triste versão de "St. James Infirmary Blues".

## Outras versões

### Afterlife with Archie
Jughead aparece na primeira edição de Afterlife with Archie antes de ser mordido por um cachorro-quente ressuscitado, o que o transforma em um zumbi. Ele é referido como "Paciente Zero" em termos de ser o primeiro afetado. No entanto, a oitava edição revela que Jughead é um fantasma e sua alma não está mais em seu corpo; o que quer que esteja controlando seu cadáver não é ele.

### Jughead: The Hunger
Neste spin-off de Archie Horror, Jughead é um lobisomem responsável por vários assassinatos em Riverdale e se torna conhecido como "The Riverdale Ripper". Ele e Archie percebem que ele é um lobisomem depois que ele mata Dilton durante a lua cheia. No dia seguinte, Betty revela que ele vem de uma longa linhagem de licantropia que remonta à Inglaterra medieval e que seus ancestrais sempre estiveram presentes para detê-los. Não querendo que Betty mate seu amigo, Archie sugere ir aos jardins botânicos para curar Jughead com Wolfsbane. Isso funciona por alguns meses, mas depois que ele desaparece e Jughead mata Reggie em seu estado de lobo, ele deixa a cidade, pois sabe que Betty não lhe daria uma segunda chance.

### Life with Archie: The Married Life
Jughead aparece em Life with Archie: The Married Life começando em 2010. Nesta série, Jughead retomou o Pop's de Pop Tate e o renomeou como Jughead's, que mais tarde se estendeu a uma franquia em cada respectivo universo. Ele acabou abandonando a franquia para operar a loja original em Riverdale. Nesta série, ele acaba se casando com Midge Klump em um universo, e Betty no outro.

## Em outras mídias

### Animação
- Jughead apareceu em The Archie Show, uma série de desenhos animados de 1968 produzida pela Filmation. Ele também apareceu nos vários spin-offs produzidos no mesmo formato. Ele foi dublado por Howard Morris.
- Jughead apareceu no vídeo animado de Sugar, Sugar, de The Archies, como o baterista da banda.
- Jughead foi destaque em um segmento animado para a Sesame Street, destacando a letra J.
- Um show de curta duração nos anos 1970, Archie's TV Funnies, apresentava outros personagens de quadrinhos, como Broom Hilda e Smokey Stover. Archie apresentou cada curta educacional, como uma lição sobre a importância de tomar banho.
- Outro programa, The U.S. of Archie, descreveu Archie e a turma como eles em diferentes eras históricas. O objetivo era ensinar história.
- Jughead apareceu em The New Archies, de 1987 de Archie e sua turma. Jughead foi retratado como um pré-adolescente no ensino médio. Ele foi dublado por Michael Fantini.
- Jughead apareceu em Archie's Weird Mysteries, dublado por Chris Lundquist.
- Em The Simpsons, Jughead, Moose, Archie e Reggie fizeram uma aparição espancando Homer Simpson em "Sideshow Bob Roberts".

### Live-action

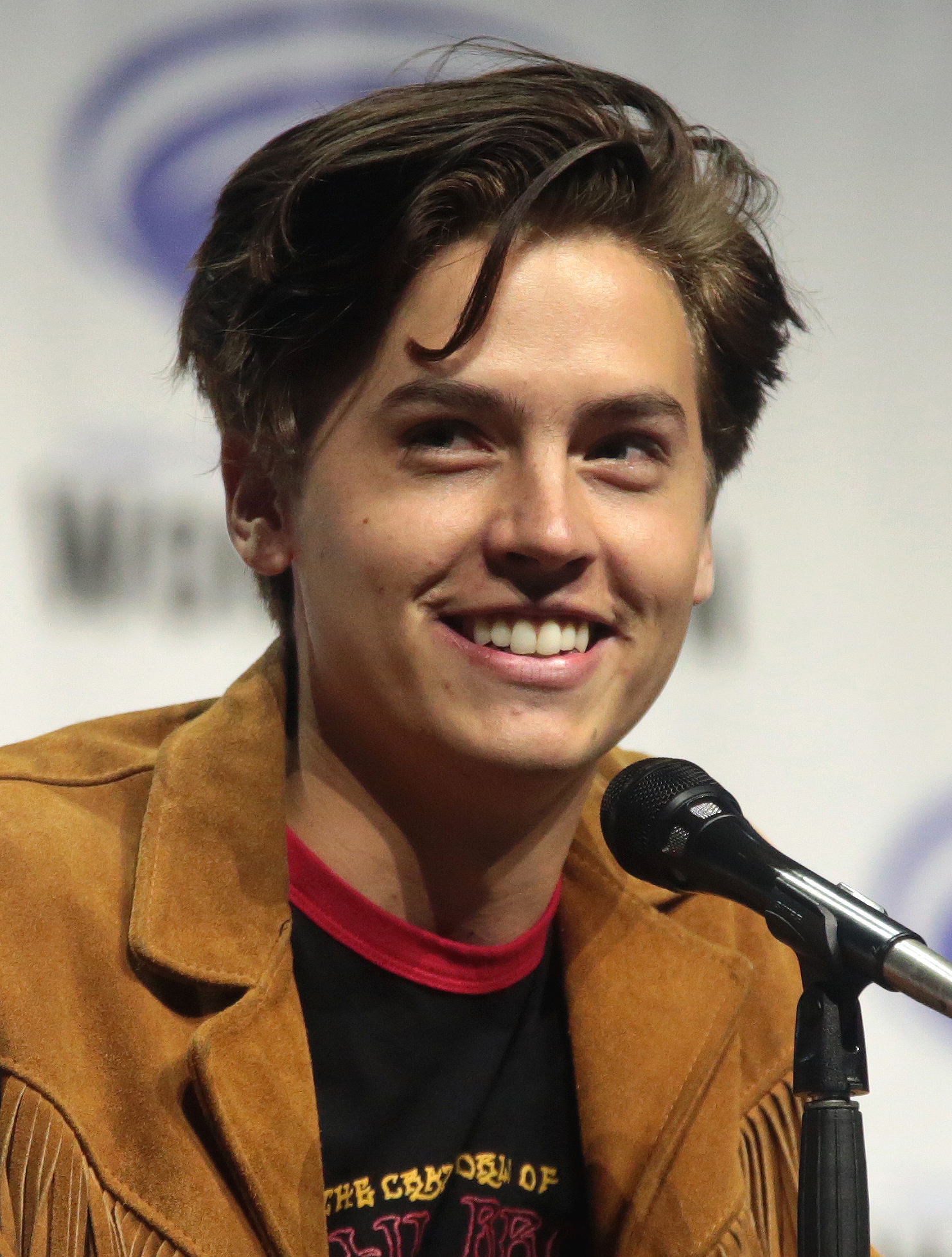
Cole Sprouse interpreta Jughead em Riverdale.

- Derrel Maury[7] interpretou Jughead em "Archie", um episódio de 1976 de ABC Saturday Comedy Special; este foi planejado para ser o piloto de uma nova série, que nunca foi produzida. Ele reprisou esse papel no filme de TV de 1978, The Archie Situation Comedy Musical Variety Show.[8]
- Jughead aparece em Archie: To Riverdale and Back Again, um filme de TV de 1990 que foi transmitido pela NBC, interpretado por Sam Whipple. Definido quinze anos após sua formatura no ensino médio, o filme retrata Jughead como um psiquiatra que possui uma clínica privada de sucesso fora de Riverdale.[9]
- Jughead é um personagem principal em Riverdale, uma série de drama da The CW, onde ele é interpretado por Cole Sprouse. Esta versão de Jughead é marcadamente diferente do personagem cômico, exibindo um comportamento mais sombrio.